# 三毛猫ホームズの四季
『三毛猫ホームズの四季』（みけねこホームズのしき）は、日本の小説家赤川次郎によって1990年に発表された三毛猫ホームズシリーズの長編推理小説である。

## あらすじ
片山義太郎が中華料理店で張り込みをやっていたときに、隣でこんな言葉が聞こえた。
「いったい、誰が夏子姉さんを殺すの?」
数日後、海に落ちた車の中から笠倉夏子と思われる死体が発見された。彼女は、母を殺害した罪で刑務所におり、釈放されたばかりだったのである。いったい何が起こったのか?

## 主な登場人物
- 片山義太郎 - 警視庁捜査一課のダメ刑事
- 片山晴美 - 義太郎の妹
- 石津刑事 - 晴美に恋をする猫嫌いの刑事
- ホームズ - 三毛猫

## 書誌情報
- 『三毛猫ホームズの四季』（光文社カッパノベルス、1990年01月31日） ISBN 4-334-02853-5
- 『三毛猫ホームズの四季』（光文社光文社文庫、1993年04月） ISBN 4-334-71677-6
- 『三毛猫ホームズの四季』（角川書店角川文庫、1995年10月） ISBN 4-04-187916-7